# Посёлок
Посёлок — один из видов населённых пунктов и адресных объектов.

## История и классификация
Посёлок в Российской империи — населённое место, которое в различных землях (регионах) имело различные названия подсе́лье, подсёлок, присёлок и посёлок, и означало поселение людей близ какого-либо селенья (села или деревни), людьми со стороны, а если из того же селенья, то это был вы́селок. Образовывался в результате межевания и подселения крестьян (отсельных крестьян) из других мест или выхода части землепользователей из основного селения (села, деревни). Позже данное название распространилась на другие селения и образовавшиеся для занятия чем-либо, например, ловлей рыбы на северо-западном побережье Каспийского моря (включая дельту реки Волга) и крещёных калмыков в Калмыцкой степи (например, Бюслюрта, Элиста, Шандаста, Болгун и другие). С возвращением Русских земель большое количество посёлков появилось на Западе и Юге России под названием местечко.
Позже посёлок — это небольшой населённый пункт, расположенный вблизи города (коттеджный посёлок — обычно для постоянного либо длительного проживания местных жителей, рабочий посёлок — для длительного проживания рабочих возле промышленного предприятия или объекта строительства), либо далеко от города (вахтовый посёлок — для кратковременного проживания рабочих — обычно 15 или 30 дней), основного селения, возникший преимущественно выделением от основного населённого пункта (дачный посёлок — для летнего отдыха горожан, курортный посёлок — для отдыха и лечения), либо возникший вокруг железнодорожной станции (пристанционный посёлок), фабрики (фабричный посёлок), завода (заводской посёлок) и тому подобного (станционный посёлок, посёлок золотодобытчиков и другие).
Посёлками также называют обособленные части городов, находящиеся на окраинах или поглощённые городом, но не разрушенные в ходе массовой застройки. Нередко до присоединения к городу они являлись самостоятельными административными единицами. В иерархии элементов адреса в этом случае посёлок занимает промежуточное место между городским районом и улицей, нередко приравнивается к микрорайону. В небольших внутригородских посёлках иногда не бывает названий улиц и дома адресуются по принадлежности к посёлку. В городах без деления на округа или районы именно посёлки выступают структурными единицами, причём даже на уровне администраций (распределение учреждений культуры, образования, медицины, социального обслуживания). Города Кемеровской области Анжеро-Судженск, Белово, Киселёвск, Прокопьевск состоят исключительно из рабочих шахтёрских посёлков, сгруппированных вокруг миниатюрного городского центра, расположенного, как правило, у железнодорожной станции.
В российском законодательстве нет чёткого определения понятия «посёлок» и признаков его отличия от села. Чаще всего посёлками именуют небольшие населённые пункты, которые имели историческое название хутор, уголок, рыболовецкий и дачный посёлки и тому подобное. Такие посёлки по обыкновению административно принадлежат к сельскому Совету, расположенному в бо́льшем селе. Посёлком в официальных документах и в быту также называют посёлок городского типа (ПГТ), населённые пункты, расположенные близ города или фабрики, завода и тому подобные. Население посёлка, как правило, ограничивается до 10 000 человек.
В отличие от других населённых пунктов, посёлок может быть сельского или городского типа. Соответственно, в статистических подсчётах население посёлков сельского типа включается в сельское население, а посёлков городского типа в городское население.
В составе ГФЗ (городов федерального значения)
В составе Санкт-Петербурга посёлком (некоторые территории — городом) называют тип внутригородской территории города федерального значения (также распространено название: внутригородское муниципальное образование), такие посёлки (или города) не являются отдельными населёнными пунктами, а являются бывшими населёнными пунктами, вошедшими в состав города федерального значения.
В составе Москвы в границах до 1 июля 2012 года посёлками (и деревнями) называют обособленные территориальные единицы районов и соответствующих внутригородских территорий (муниципальных округов). Исторически некоторые посёлки являлись рабочими посёлками. Указанные географические объекты являются скорее не населёнными пунктами, а микрорайонами, отражёнными в ОКАТО и ОКТМО, так как сельское население отсутствует на их территории. Обратная ситуация с населёнными пунктами на территории Троицкого и Новомосковского административных округов, образованных 1 июля 2012 года посредством расширения территории Москвы за счёт Московской области: совершенно чётко различаются посёлки (и другие сельские населённые пункты), посёлки городского типа и города, эти населённые пункты, за отдельными исключениями, включены в ОКАТО (но в ОКТМО отсутствуют по состоянию на 2020 год), и население на их территории в Росстате разделяется на сельское и городское.
В составе Севастополя сельские и городские населённые пункты выделяются как территориальные единицы в составе районов. Город Инкерман образует самостоятельное муниципальное образование, второй город (Балаклава), посёлки городского и сельского типа, сёла расположены в муниципальных округах. Населённые пункты включены в ОКАТО, некоторая часть в ОКТМО, население в Росстате разделяется на сельское и городское.
Население территорий посёлков и других населённых пунктов, включённых в состав городов федерального значения, считается населением городов федерального значения. 
Некоторые территории бывают настолько крупные (например, посёлок Шушары в составе Санкт-Петербурга, 10 650 га — самое большое по площади муниципальное образование в Санкт-Петербурге), что делятся на отдельные элементы планировочной структуры (проще говоря, микрорайоны или те же посёлки в обычной речи; отсюда выражение «посёлок в посёлке») согласно реестру названий объектов городской среды на исторические районы и территориальные зоны, а согласно уставу муниципалитета выделяется также промзона и центральная усадьба муниципального образования.

### Классификация
| Группы поселения | Города          | Сельские поселения |
| ---------------- | --------------- | ------------------ |
| Крупнейшие       | Св. 1000        | —                  |
| Крупные          | Св. 500 до 1000 | Св. 5              |
| -//-             | Св. 250 до 500  | Св. 3 до 5         |
| Большие          | Св. 100 до 250  | Св. 1 до 3         |
| Средние          | Св. 50 до 100   | Св. 0,5 до 1       |
| Малые*           | Св. 20 до 50    | До 0,5             |
| -//-             | Св. 10 до 20    | До 0,2             |
| -//-             | До 10           | До 0,05            |

Примечание:
* В группу малых городов включаются посёлки городского типа.
В СССР существовали железнодорожные посёлки — пристанционные населённые пункты, заселённые в основном сотрудниками железной дороги, обслуживающими её, членами их семей, а также некоторым количеством обслуживающего самих жителей персонала (учителя, продавщицы и т. д.). Подразделялись такие посёлки на:
- малые — с населением менее 3000 жителей;
- средние — с населением 3000 — 5000 жителей;
- большие — с населением более 5000 жителей. Некоторые посёлки со временем развивались до городов.